# Inger
Inger er et pigenavn, der i det 14. århundrede blev afledt af det Ingegerd, som er et nordisk navn dannet af gudenavnet Ing/Yngvi og "gerd", der betyder "gærde", altså indgærdet af (og dermed beskyttet af) guden Ing.
Ud over som selvstændigt navn anvendes Inger en del i sammensætninger, f.eks. Ingerlise. 
Navnet er noget dalende i popularitet; ifølge Danmarks Statistik hedder omkring 19.000 kvinder Inger i 2019.
Ingvinernes stamme tog sit navn efter guden, dvs. "venner af Ing", kendt fra Beovulf-kvadet, hvor Hrothgar kaldes "ingvinernes herre". 
Gudenavnet Ing/Yngvi kommer fra urgermansk *Ingwaz med betydningen "mand", og "søn af", sandsynligvis det oprindelige navn på guden Frej (i Sverige omtalt som "Yngvi-Freyr", den påståede stamfar til ynglingeætten). Navnet optræder i Tacitus' Germania, i Beovulf-kvadet og i Snorres Ynglingesaga.

## Kendte personer med navnet
- Inger Bierbaum, dansk politiker.
- Inger Christensen, dansk digter.
- Inger Christrup, dansk komponist og pianist.
- Inger-Lise Gaarde, dansk visesangerinde.
- Inger Hovman, dansk skuespiller.
- Inger Lassen, dansk skuespiller.
- Inger Merete Nordentoft, dansk politiker.
- Inger Gautier Schmit, dansk politiker.
- Inger Stender, dansk skuespiller.
- Inger Støjberg, dansk politiker.